# ピエール・オージェ
ピエール・ヴィクトール・オージェ（仏: Pierre Victor Auger、1899年5月14日 - 1993年12月24日）は、フランス、パリ生まれの物理学者。原子核物理学、原子物理学、宇宙線物理学の分野で活躍した。

## 略歴
ピエールの父親ヴィクトール・オージェは化学の教授だった。ピエールは1919年から1922年までパリにある高等師範学校の学生で、そこで物理学の高等教員資格を取得した。その後、彼はパリ大学理学部の物理化学研究室に加わり、ジャン・ペランの指導の下、光電効果の研究に取り組んだ。
1926年にパリ大学から物理学の博士号を取得し、翌年の1927年からパリ大学の教員となった。
欧州宇宙機関 (ESRO) の初代事務局長であり、欧州原子核研究機構 (CERN) の創設者の一人でもある。
また、ローマにあるユネスコ国際計算センターのセンター長を務め、1948年から1959年までユネスコの数学・自然科学部門を統括した。1977年にはフランス科学アカデミー会員に選出された。
アルゼンチンにある世界最大の宇宙線観測施設ピエール・オージェ観測所は彼の名からとられている。1971年にユネスコから科学普及の功績に対してカリンガ賞を受賞した。

## 研究
励起状態にある原子がより安定なエネルギー状態へ遷移する自己電離現象であるオージェ効果と、その過程で原子から電離された電子であるオージェ電子は彼の名に由来する。
宇宙線の研究では、高エネルギーの宇宙線が大気に入射した際に同時に発生する複数の放射線現象は、1回の空気シャワー現象であることを示した。彼は、大きな空気シャワーでの宇宙線のエネルギーは1015eVに達すると見積もった。